# Logothetenchronik
Als Logothetenchronik wird eine byzantinische Weltchronik aus dem späten 10. Jahrhundert bezeichnet, die unter dem Verfassernamen Symeon Magistros bzw. Logothetes überliefert ist. Sie wurde bisweilen Symeon Metaphrastes zugeschrieben, was aber in der neueren Forschung umstritten und letztlich nicht zu beweisen ist.
Die Logothetenchronik basiert nach Erkenntnis der Forschung auf einem Grundstock, den die sogenannte Epitome bildet. Dabei handelt es sich um eine ältere anonyme Chronik, die ursprünglich bis zum Tod Justinians II. (711) reichte und in der wohl auch Material aus dem Werk des Traianos Patrikios eingeflossen ist. Diese Darstellung wurde später zu einer bis 842 reichenden Fortsetzung erweitert. Der Verfasser der Logothetenchronik hat dann dieses bereits vorhandene Werk bearbeitet und bis zum Jahr 948 fortgesetzt. Alexander Kazhdan nahm an, dass der Verfasser für die Zeit nach 842 verschiedene Quellen benutzt hat, darunter Stadtannalen von Konstantinopel, und für die Zeit ab 913 auf eigene Erfahrungen zurückgriff.
Die Logothetenchronik liegt in unterschiedlichen Versionen vor, bei denen es sich um Abschriften bzw. Bearbeitungen der ursprünglichen Chronik handelt, wobei einige Handschriften Nachträge enthalten und sich auch in Details teils unterscheiden. Während die Chronik in den Bearbeitungen durch Leon Grammatikos (vielleicht ein fiktiver Autor) und Theodosios Melitenos (bei dem es sich der neueren Forschung zufolge um einen Phantomautor handelt, der nie existiert hat) 948 endet, reicht eine andere erweiterte Version der Chronik bis 963 und ist als Fortsetzung der Chronik des Georgios Monachos überliefert. Die letztere Bearbeitung liegt in zwei Redaktionen vor (A und B), wobei Redaktion A die meisten Ähnlichkeiten mit den Chroniken Leons und des Theodosios aufweist. Auch ansonsten bereitet die sehr problematische Überlieferungsgeschichte der Chronik der modernen Forschung mehrere Schwierigkeiten.
Der Quellenwert der Logothetenchronik variiert. Während für das 8. Jahrhundert die Chronik keine über das Werk des Theophanes hinausreichende Informationen liefert, bietet sie für das 9. Jahrhundert wichtiges Material, zumal in der Chronik offenbar ein gegenüber der makedonischen Dynastie wesentlich negativerer Standpunkt vertreten wurde als in anderen diesbezüglichen Quellen (etwa Johannes Skylitzes). Allerdings ist die Chronik nicht immer zuverlässig, zumal es auch Abweichungen in den verschiedenen Redaktionen gibt.

## Ausgaben und Übersetzungen
- Staffan Wahlgren (Hrsg.): Symeonis Magistri et Logothetae Chronicon. de Gruyter, Berlin u. a. 2006 (Corpus fontium historiae Byzantinae. 44 Series Berolinensis, ZDB-ID 413429-1) [kritische Edition mit Einleitung]
- Staffan Wahlgren: The Chronicle of the Logothete. Liverpool University Press, Liverpool 2019. [englische Übersetzung]